# Хильдебранд, Дэн
Дэн Хильдебранд (англ. Dan Hildebrand) — британский актёр театра, кино и телевидения.
Он появился в таких телесериалах как «Сыны анархии», «Остаться в живых», «Полиция Нью-Йорка» и «Лонгмайер», также как исполнение двух отдельных ролей в «Дедвуде». У Хильдебранда была также повторяющаяся роль Кразниса мо Наклоза в третьем сезона сериала канала HBO «Игра престолов».
Дэн Хильдебранд активно участвует в благотворительной деятельности и восстановлении общин, пострадавших от стихийных бедствий, и в декабре 2013 года, его наградили наградой Social Impact Award в Лос-Анджелесе.  

## Фильмография

### Фильмы
| Год  | Название            | Роль           | Примечания |
| ---- | ------------------- | -------------- | ---------- |
| 1988 | Разрушенный         | Протеро        | телефильм  |
| 1990 | Уилт                | констебль      |            |
| 1994 | Моя дочь 2          | Хари Кришна    |            |
| 1999 | Клубная жизнь       | Джимми         |            |
| 2000 | Угнать за 60 секунд | Сол            |            |
| 2000 | Отель «Сплендид»    | официант       |            |
| 2001 | Ужас из бездны      | Кристиан       | телефильм  |
| 2007 | Доверься мне        | Алекс Солански |            |
| 2014 | Почтальон Пэт       | Тед Гленн      | озвучка    |

### Телевидение
| Год       | Название                                  | Роль                 | Примечания                     |
| --------- | ----------------------------------------- | -------------------- | ------------------------------ |
| 1989      | Пуаро Агаты Кристи                        | шофёр                | 1 эпизод ("Странная кража")    |
| 1991      | Солдат, солдат                            | капрал Гэри Роберт   | 2 эпизода                      |
| 1993      | Подводная одиссея                         | рулевой Карлтон      | 2 эпизода                      |
| 1996      | Полиция Нью-Йорка                         | Майк                 | 1 эпизод ("Смерть в семье")    |
| 1996      | Лоис и Кларк: Новые приключения Супермена | Рэн                  | 2 эпизода                      |
| 2004–2006 | Дедвуд                                    | Тим Дрисколл Шонесси | 2 эпизода 4 эпизода            |
| 2009      | Остаться в живых                          | сторож               | 1 эпизод ("Бомба")             |
| 2010      | Сыны анархии                              | Шон Кейси            | 7 эпизодов                     |
| 2013      | Игра престолов                            | Кразнис мо Наклоз    | 3 эпизода                      |
| 2013      | Лонгмайер                                 | Уэйн                 | 1 эпизод ("Беспокойный ум")    |
| 2014      | Исправлять ошибки                         | Холлис               | 2 эпизода                      |
| 2015      | Кости                                     | Натан Барлоу         | 1 эпизод ("Брат в фундаменте") |
| 2015      | Королевы крика                            | детектив Бакстер     | 1 эпизод ("Дражайшая мамочка") |
| 2016      | Всё ещё связанные                         | монах Лоуренс        | Основная роль                  |